# Anisozyga nigrimaculata
Anisozyga nigrimaculata là một loài bướm đêm trong họ Geometridae.